# Amal jezik
Amal jezik (ISO 639-3: aad; isto i amel, alai), papaunski jezik sepičke porodice (prije dio šire porodice Sepik-Ramu) kojim govori preko 380 ljudi na rijeci Wagana u provinciji Sandaun u Papui Novoj Gvineji; 830 (2003 SIL).
Jezik pripada skupini iwam, po starijoj klasifikaciji podskupini gornji sepik (Upper Sepik) i srodan je jeziku iwam [iwm]. 

## Vanjske poveznice
- The Amal Language